# Saint-Georges (Moselle)
Saint-Georges (deutsch Sankt Georg) ist eine französische Gemeinde mit 192 Einwohnern (Stand 1. Januar 2022) im Département Moselle in der Region Grand Est (bis 2015 Lothringen). Sie gehört zum Arrondissement Sarrebourg-Château-Salins.

## Geografie
Saint-Georges liegt zwölf Kilometer südwestlich von Sarrebourg auf einer Höhe zwischen 279 und 351 m über dem Meeresspiegel, die mittlere Höhe beträgt 310 m. Das Gemeindegebiet umfasst 8,1 km².

## Geschichte
Das Gemeindewappen zweigt auf der heraldisch rechten Seite die frühere Abhängigkeit von den Grafen von Blâmont, die auch Barone von Saint Georges waren. Auf der linken Wappenseite erinnert die Drachentöter-Legende an den Heiligen Georg als Namensgeber und Kirchenpatron.
Das Dorf kam 1661 zu Frankreich, 1871 zum Deutschen Reich und 1919 wieder zu Frankreich. In der Zeit von 1939 bis 1945 unterstand es der deutschen Verwaltung.

### Bevölkerungsentwicklung
| Jahr      | 1962 | 1968 | 1975 | 1982 | 1990 | 1999 | 2007 | 2019 |
| Einwohner | 232  | 254  | 210  | 225  | 233  | 216  | 211  | 191  |

## Belege
1. ↑  Wappenbeschreibung auf genealogie-lorraine.fr (französisch)